# فرانك ميدلتون
فرانك ميدلتون (بالإنجليزية: Frank Middleton)‏ هو لاعب كرة قدم أمريكية أمريكي، ولد في 25 أكتوبر 1974 في بومونت في الولايات المتحدة.

## وصلات خارجية
- فرانك ميدلتون على موقع مرجع كرة القدم المحترفة.كوم (الإنجليزية)